# Lycianthes rantonnetii

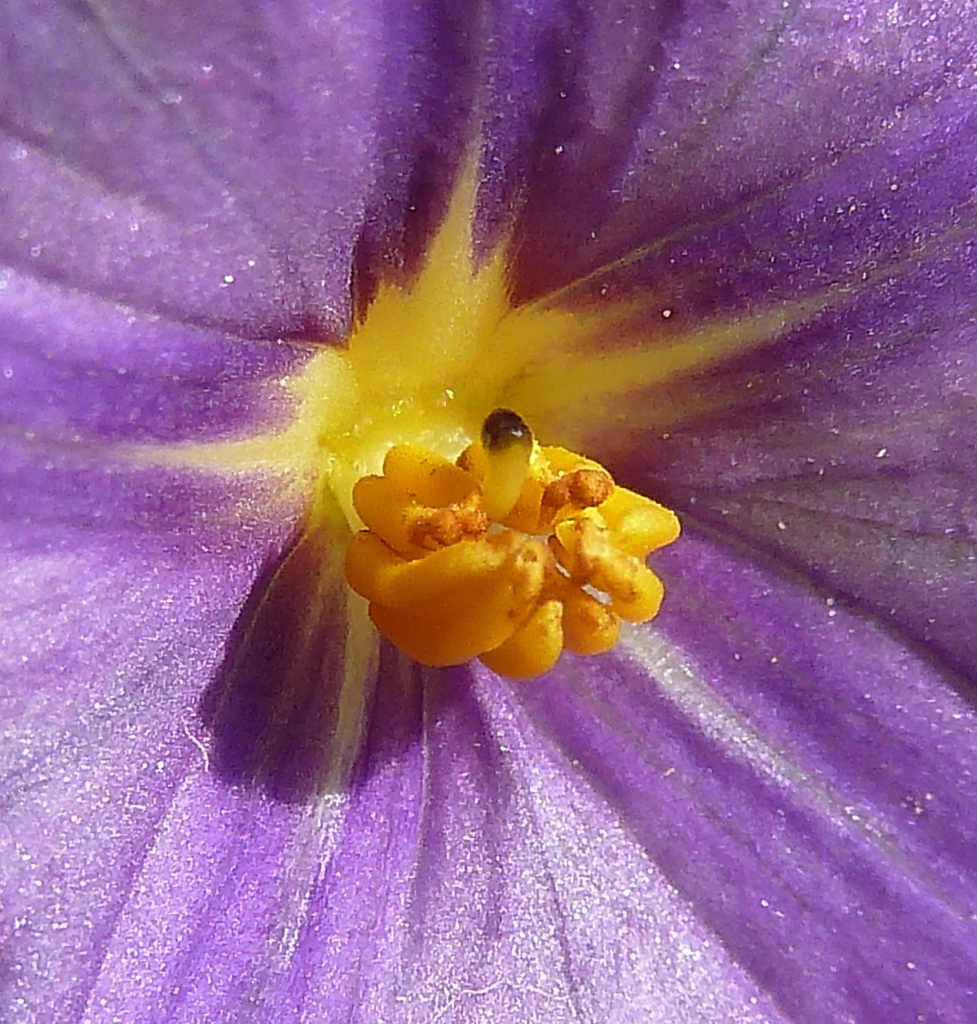
Gynoeceum und Androeceum

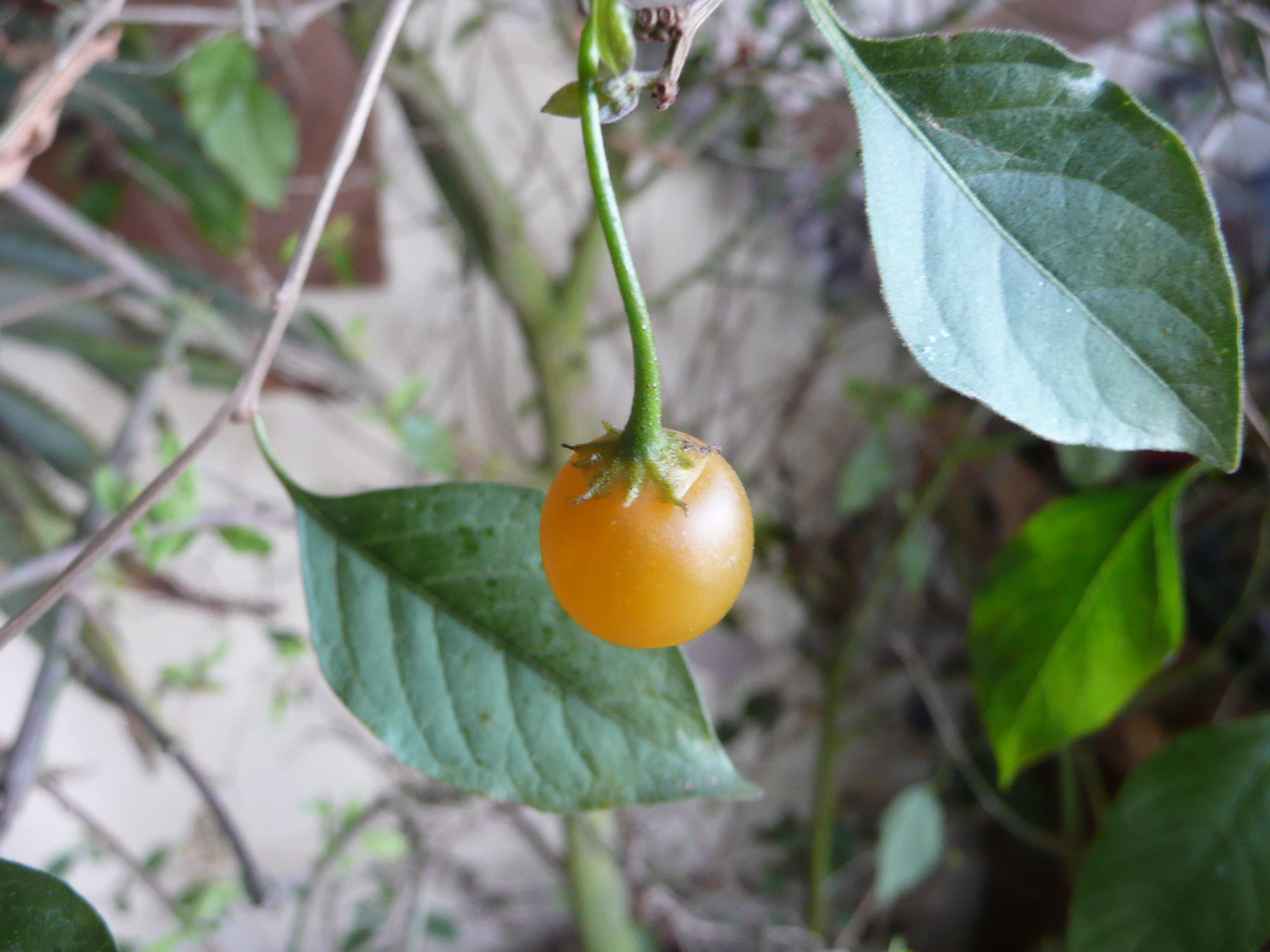
Früchte

Lycianthes rantonnetii (Synonym Solanum rantonnetii) ist eine Pflanzenart aus der Gattung Lycianthes in der Familie der Nachtschattengewächse (Solanaceae). Die oft als Zierpflanze gezogene Pflanze wird gelegentlich auch als Enzianstrauch, Kartoffelblume oder Kartoffelbaum bezeichnet.

## Beschreibung

### Vegetative Merkmale
Die Pflanzen der Art Lycianthes rantonnetii sind unbewehrte Sträucher mit einer Höhe von bis über 2 m. Die Äste sind schlank und weisen in einem auffälligen Winkel von den Knoten weg. Die Internodien haben eine Länge von etwa 5 cm. Die Zweige sind schwach flaumhaarig, später kahl werdend. Die Behaarung besteht zum größten Teil aus einfachen Trichomen, nur ein kleiner Teil der Trichome ist verzweigt.
Die Laubblätter sind dünn, spitzig bis zugespitzt und ganzrandig, manchmal mit nur leicht gewelltem Rand. Sie sind eiförmig bis elliptisch, leicht behaart und stehen an kurzen Blattstielen. Die größeren Blätter sind meist 5 bis 7 cm lang und 3 bis 4 cm breit, gelegentlich sind sie jedoch auch bis doppelt so groß.

### Blütenstände und Blüten
Die zwittrigen Blüten stehen terminal oder in den Achseln einzeln oder in Büscheln mit bis zu sieben Blüten. Die schlanken Blütenstiele sind 2 bis 4 cm lang. Der becherförmige Kelch ist bis 5 mm lang, ist am Rand eingeschnitten und bildet so ein bis fünf, bis 5 mm lange, schmale, spitze Zipfel, die gelegentlich gebuckelt sind, und ein bis fünf kleine Höcker oder Schwellungen, die abwechselnd mit den Kelchzähnen stehen. Die radförmige, verwachsene, tiefblaue bis violette, kahle Krone ist in der Mitte deutlich mit einem gelben Auge gezeichnet. Sie besitzt einen Durchmesser von etwa 2 bis 3 cm, der Blütensaum ist breit und am Rand gewellt. Die kurzen, ungleichen, etwas gebogenen Staubfäden sind 1 bis 3 mm lang, kräftig und an der Basis leicht verwachsen sowie innen fein behaart. Die kräftigen Staubbeutel sind 2 bis 4 mm lang und öffnen sich über große Poren, die sich an der Spitze befinden. Die Pollenkörner sind 17 bis 23 µm groß. Der kurze, kahle Griffel ist oberhalb der Staubbeutel gebogen, der oberständige, zweikammerige Fruchtknoten ist unbehaart.

### Früchte
Die vielsamigen Früchte mit beständigem Kelch sind gelb-orange, ellipsoide bis rundliche, glatte Beeren mit einem Durchmesser von 20 bis 35 mm. Sie enthalten oft mehr als 25 Steinkörper (sclerosomes). Da nicht ausgeschlossen werden kann, dass die Beeren giftig sind, ist von einem Verzehr abzuraten.

### Chromosomenzahl
Die Chromosomenzahl beträgt 2n = 24.

## Botanische Geschichte
Die Art wurde 1859 durch Élie-Abel Carrière als Solanum rantonnei erstbeschrieben. Carrière wählte bei der Latinisierung des Namens „M. Rantonnet“ die Variante Rantonneus und nicht Rantonnetius, was der französischen Aussprache des Namens entspricht. 1919 ordnete Georg Bitter die Art der Gattung Lycianthes zu, die oftmals wieder den Nachtschatten (Solanum) untergeordnet wurde, jedoch heute als eigenständige Gattung näher zu den Paprika (Capsicum) als zu den Nachtschatten gestellt wird.

## Verbreitung
Ursprünglich kommt die Pflanze aus Brasilien, Bolivien, Argentinien und Paraguay. Lycianthes rantonnetii Sie besiedelt dort Trockengebüsche und Waldsäume.

## Verwendung als Zierpflanze

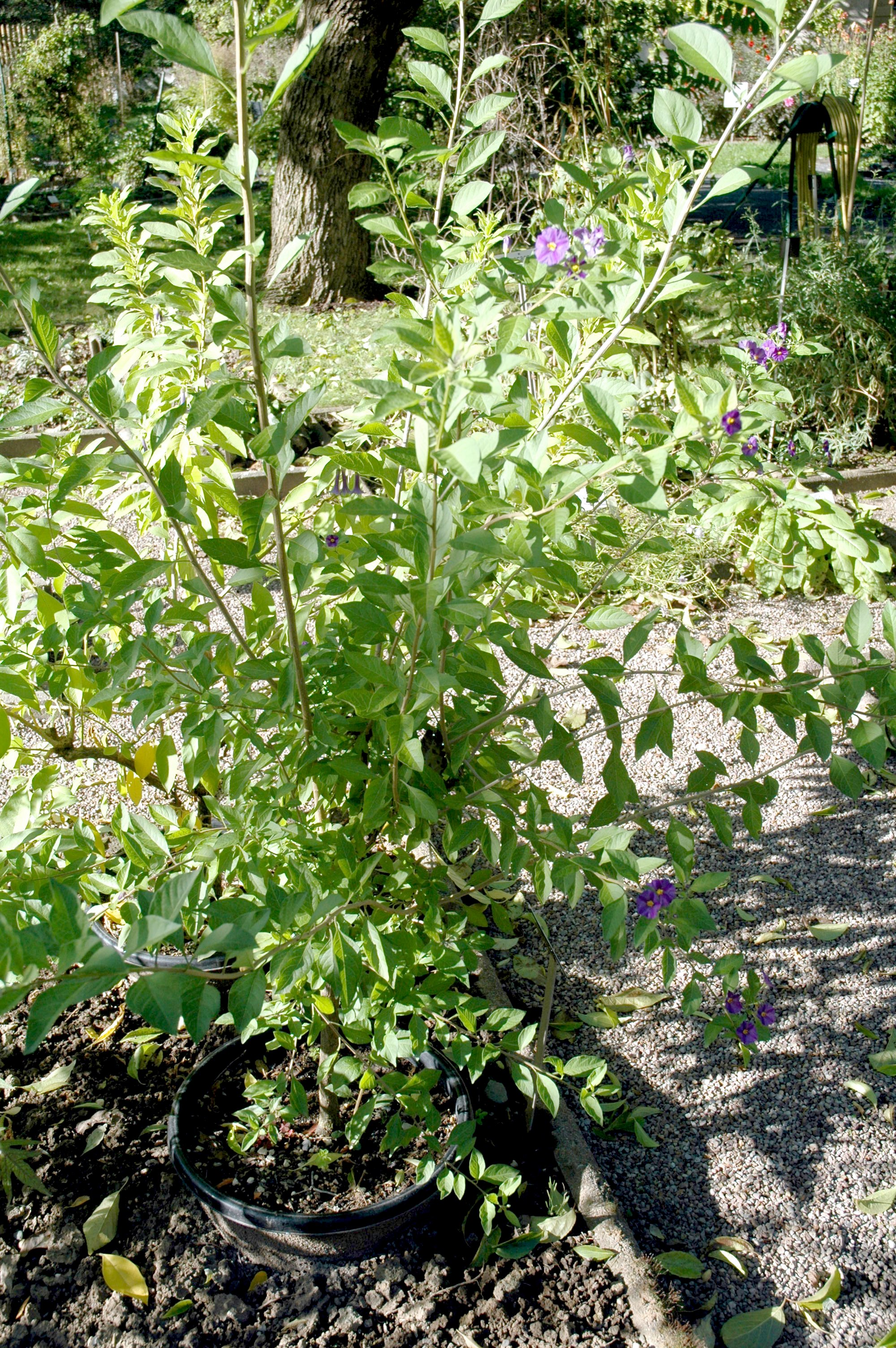
Kübelhaltung im Botanischen Garten von Jena

In den Tropen und Subtropen wird der Enzianstrauch gerne als Ziergehölz in Parks und Gärten angepflanzt. In nördlicheren Breiten wird er als Kübelpflanze gehalten, die während der Wintermonate einen kühlen (5–10 °C) und hellen Platz, im Sommer einen vollsonnigen Standort benötigt. In Kultur kann die Pflanze leicht durch Stecklinge vermehrt werden.
Der Enzianstrauch ist seit ungefähr der 2. Hälfte des 19. Jahrhunderts in Kultur. Es wurden einige Sorten entwickelt, so zum Beispiel welche mit rotvioletten Blüten und roten Beeren.